# زمان رسش
زمان رَسِش (TOA یا ToA) لحظه زمانی مطلقی است که یک سیگنال رادیویی منتشرشده از فرستنده به گیرنده راه‌دور می‌رسد. بازه زمانی سپری شده از زمان فِرِستش (TOT یا ToT) زمان پرواز (TOF یا ToF) است. اختلاف زمانی رسش (TDOA) اختلاف بین تی‌اواِی‌ها است.

## استفاده
بسیاری از سامانه‌های مکان‌یابی رادیویی از اندازه‌گیری‌های تی‌اواِی برای انجام زمین‌موقعیت‌یابی از طریق چندپهلوبندی بُرد-حقیقی استفاده می‌کنند. برد یا فاصله حقیقی را می‌توان مستقیماً از تی‌اواِی محاسبه کرد زیرا سیگنال‌ها با سرعت مشخصی حرکت می‌کنند. تی‌اواِی از دو ایستگاه پایه یک موقعیت را به یک دایره موقعیت محدود می‌کند. داده‌های یک ایستگاه پایه سوم برای تعیین موقعیت دقیق در یک نقطه مورد نیاز است. فنون‌های TDOA مانند چندپهلوبندی شبه‌فاصله از اختلاف زمانی اندازه‌گیری‌شده بین تی‌اواِی‌ها استفاده می‌کنند.

## نوشتگان
شرح مقدماتی مفهوم داده شده‌است با. برخلاف برخی توضیحات مشکل‌دار، این مفهوم ممکن است با مدولاسیون IEEE 802.15.4a CSS و مدولاسیون IEEE 802.15.4aUWB نیز به کار رود.